# Elatine triandra
Elatine triandra — вид квіткових рослин родини руслицевих (Elatinaceae).

## Біоморфологічна характеристика
Рослини 2–10 см заввишки. Стебло рясно розгалужене, міжвузля короткі. Листки супротивні, на ніжках 0.5–3 мм, пластинки яйцювато-видовжені чи від ланцетної до лінійно-ланцетної, розміром 3–10 × 1.5–3 мм, край цільний, верхівка тупа. Квітки пазушні, поодинокі. Чашолистків 2 або 3, яйцеподібні, 0.5(0.7) мм, біля основи зрощені, верхівка тупа. Пелюсток 3, білі чи червонуваті, широко-яйцеподібні або еліптичні, трохи довші за чашолистки. Тичинок 3, коротші від пелюсток. Коробочка стиснуто куляста, 1–1.5 мм у діаметрі. Насіння довгасте, майже пряме або злегка зігнуте, ≈ 0.5 мм.

## Поширення
Зростає у Євразії від Іспанії до Японії.

## Використання
Це популярна акваріумна рослина.